# Ryoji Noyori

Ryōji Noyori (野依 良治 Noyori Ryōji, født 3. september 1938) er en japansk kemiker. Han modtog 2/3 af nobelprisen i kemi i 2001 sammen med William S. Knowles for studier af kiralt katalyseret hydrogenering; den sidste 1/3 af prisen gik til K. Barry Sharpless for sine studier af kiralt katalyserede oxidationsreaktioner (Sharpless epoxinering). Han fik de Tetrahedron Prize i 1993.